# Издежичи
Издежичи — деревня в Жирятинском районе Брянской области, в составе Морачёвского сельского поселения. 
 Расположена в 3 км к западу от села Морачёво. Население — 7 человек (2010).

## История
Возникла предположительно не позднее XVI века; входила в приход села Морачёво, с 1772 года — села Высокое. В XVIII веке — владение Бахтиных, Безобразовых; в XIX веке — Бахтиных, Семичевых, Кузьминых, И. Ф. Климова.
С 1861 по 1924 год входила в Княвицкую волость Брянского (с 1921 — Бежицкого) уезда; с 1924 года в Жирятинскую волость, с 1929 в Жирятинский район, а при его временном расформировании (1932—1939, 1957—1985) — в Жуковский район.
До 1930-х гг. являлась центром Издежичского сельсовета.